# Hadsund KulturCenter
Hadsund KulturCenter forkortet HKC er et kulturhus på Kirkegade i Hadsund, beliggende ved siden af Hadsund Kirke. Kulturcentret ligger i byens tidligere folkeskole fra 1900. De tidligere skolebygninger blev omdannet til kulturhus i perioden 2005-2006, der blandt andet er indrettet biograf i skolens tidligere svømmehal. Kulturcenteret blev indviet den 17. november 2006. En stor del af de gamle klasselokaler er i dag indrettede til boliger.
I centret ligger blandt andet Hadsund Bio 1+2, Hadsund Bibliotek, Kulturcafeen, mødelokaler, koncertsal, Mariagerfjord Dagpleje, SundBy, ungdomsklub og en juniorklub. Hadsund Skole-Orkester holder også til i centeret.
Før Hadsund fik sit kulturcenter benyttede byens foreninger kommunens forskellige lokaler og rundt omkring i Hadsund, men nu foregår stort set alle foreningernes møder og arrangementer i kulturcentret.
På er der på de øvrige etager er det etableret ældreboliger og almene boliger, som udlejes af Nørresundby Boligselskab.

## Baggrund
I slutningen af 1990'erne vedtog byrådet i Hadsund Kommune, at der skulle bygges en ny skole i byen og at den gamle skole på Kirkegade skulle ombygges til boliger og et kulturcenter.
Kommunen ønskede at fastholde Hadsund på det kulturelle landkort i forhold til den nye Mariagerfjord Kommune. Hadsund Kommunes borgmester Karl Christensen udtalte ”Kulturcentret det skal være Hadsunds nye banegård” (Bilag 7). Kommunen ønskede at samle alle byens aktiviteter på ét sted. Hadsund KulturCenter skulle være et samlingspunkt for alle byens borgere.
Den 1. september 2006 blev dørene til det nye kulturcentret åbnet, og de første beboere kunne flytte ind. Den gamle skole bygget om til 68 lejligheder, en ny biograf, en café, et bibliotek, mødelokaler og en koncertsal.
Svømmehalen er i dag biograf og garderoben er så fonyen til biografen. Læreværelse, bibliotek AV-rum og formnings lokaler samt skolelæge og elevråds lokalet er det nye bibliotek. Aulaen er koncertsal. Kantine og spise område er mødelokale 1 og 2. Skoleinspektør, visekontor, ungdomsskole kontor og ungdomsvejleder kontor er nu KulturCaféen. Fløj A og C er nu lejligheder
Hadsund Ungdomsråd betalte 125.00 DKK for et lokale i det gamle sløjdlokale hvor der er pedel kontor og andre små lokaler.

## Beliggenhed og parkering
Kulturcenteret er beliggende i det centrale Hadsund tæt ved byens gågade og nabo til Hadsund Kirke.
Adgang med bil sker sydfra via Kirkegade, Jacob Møllersgade, Doktorbakken og til sidst Alsvej der er en del af Sekundærrute 541 der leder trafikken ind og ud af Hadsund fra øst og vest. Der er også adgang til kulturcenteret nord fra via Østergade.
I 2014 blev der etableret en parkeringsplads syd for kulturcenteret med plads til 80 biler. Før dette måtte folk holde langs Kirkegade, eller benytte parkeringspladsen ved Tinggade. Alle alle byrådsmedlemmer i Mariagerfjord Kommune blev ved byrådsmødet den 22. maj 2014 at der skulle bruges 1,8 millioner kroner på at etablere 80 asfaltpladser på det grusede areal, der også er kaldt Pejtersborgvej 1.

## Spillestedet Frikvarteret
Spillestedet Frikvarteret blev stiftet i 1989 af Hadsund Kommune og Spar Nord, oprindeligt som Kulturforeningen Hadsund. Spillestedet formål er at skabe kreative aktiviteter, kulturelle og sociale muligheder i Hadsund. Spillestedet ledelse består af en bestyrelse på 6 medlemmer valgt på Spillestedets årlige generalforsamling, derudover er 1 medlem udpeget af byrådet i Mariagerfjord Kommune.
I 2006 flyttede Frikvarteret sammen med biografen ind i det nye KulturCenter.
Spillestedet Frikvarteret driver Hadsund Bio 1+2, derudover arrangerer de koncerter og foredrag i Hadsund KulturCenter. Der afholdes omkring 6-7 arrangementer om året.
I 2011 blev et vendepunkt for Frikvarteret. Foreningen kom af med en gæld der var over 500.000 kr, og en ny ordning for driften af biografen kom på plads. Økonomien kom igen på rette den vej.[kilde mangler]

### Koncertsal
I 2009 og 2010 blev KulturCenterets koncertsal renoveret. I 2009 bevilligede LAG Himmerland og Mariagerfjord Kommune penge til projektet der skulle forbedre koncertsalen i centeret. I det oprindelige budget, var at der ikke penge til at renovere den gamle aula fra den gamle skoles tid, men det blev der efter bevilligede i 2009. I koncertsalen er der 360 siddepladser.
I dag fremstår den som et multifunktionelt rum som er velegnet til koncerter, foredrag og konferencer.

### Koncerter
| - Hadsund Skole-Orkester - Sko/Torp - Big Fat Snake - Carsten Bang - Søs Fenger - Nina Forsberg - Poul Krebs - Rasmus Walter - Zididada | - Sascha Dupont - Alex Nyborg Madsen - Ivan Pedersen - Erann DD - Michael Learns to Rock - Johnny Madsen - Lis Sørensen - Die Herren - Ivan Pedersen |

### Hadsund Bio 1+2
Hadsund Bio ejes og og drives af Spillestedet Frikvarteret. Biografen har 2 sale med plads til henholdsvis 150 og 50 personer. Biografen flyttede til nye lokaler i Kulturcenteret i 2007 Tidligere lå den i Vestergade. Den kan vise 3D-film. Biografen udlejes bl.a. også til konferencer og foredrag i dagtimerne. Biografen havde i 2015 19.375 antal besøgende, mens tallet året før var 15.900.

## Hadsund Bibliotek
Hadsunds første bibliotek åbnede i 1911 og kunne således i 2011 fejre 100 års fødselsdag. Det har haft op til flere placeringer i byen men i de sidste 7 år har det haft til huse i Kulturcenteret. Biblioteket indeholder også en materialesamling, turistinformation og kultursamling. Biblioteket har siden Kommunalreformen 2007 været en del af Mariagerfjord Bibliotekerne, som også driver bibliotekerne i Hobro, Mariager, Arden og Als.
Hadsund Bibliotek blev den 2. juli 2012 også til et ”åbent bibliotek”. Det er en selvbetjeningsløsning uden for biblioteks åbningstider, hvor der ikke er personale til stede, og hvor man selv lukker sig ind og klarer sig selv i biblioteket.